# Augustin Viseux
Pour les articles homonymes, voir Viseux.
Augustin Viseux, né le 22 novembre 1909 à Liévin (Pas-de-Calais) et mort le 9 septembre 1996 à Vimy (Pas-de-Calais), est un mineur de fond, puis ingénieur des mines, connu pour son témoignage Mineur de fond, paru en 1991 dans la collection Terre humaine de Jean Malaurie.

## Biographie
Augustin Viseux est fils et petit-fils de mineurs de la région de Lens, dans le bassin minier du Nord-Pas-de-Calais. Il obtient son certificat d'études primaires en juin 1921 ; il souhaite poursuivre ses études et entre à l'école primaire supérieure, mais ses parents ont besoin qu'il apporte un salaire et il doit renoncer à poursuivre dans cette voie. Dès quatorze ans, il travaille à la mine ; il commence à la fosse no 5 - 5 bis de la Compagnie des mines de Béthune à Loos-en-Gohelle comme galibot. Petit à petit, il s'élève dans la hiérarchie des travailleurs de la mine et finira comme ingénieur principal. Il entre à l'École des mines de Douai et obtient le titre d'ingénieur. À partir de 1959, atteint de silicose, il ne peut plus travailler au fond ; de 1959 à 1970, il est directeur des services administratifs des travaux du fond.
Pendant la Seconde Guerre mondiale, il a été membre du réseau de résistance Libé-Nord. Il perd sa mère dans un bombardement allié.
Il est commandeur de la Légion d'honneur en 1987.

## Mineur de fond
Son témoignage, publié en 1991 dans la collection Terre humaine sous le titre Mineur de fond : fosses de Lens, soixante ans de combat et de solidarité, est réédité dès 1992 par France Loisirs, puis repris en 1994 dans la collection Terre humaine-Poche.
L'ouvrage raconte son ascension professionnelle et sociale, la vie quotidienne des mineurs à la mine et dans les corons, les risques du métier (catastrophes et maladies), l'évolution des techniques d'exploitation, les événements qu'il a vécus : le Front populaire, la Résistance dans le bassin minier, la nationalisation des houillères, les grandes grèves de 1947-1948.